# Stazione di Pontorson - Mont-Saint-Michel
La stazione di Pontorson - Mont-Saint-Michel è una stazione ferroviaria situata a Pontorson lungo la linea Lison-Lamballe. Serve anche la vicina località di Mont-Saint-Michel.

## Storia
La stazione fu aperta il 30 dicembre 1878 dalla Compagnie des chemins de fer de l'Ouest con l'apertura del segmento tra Dol-de-Bretagne e la nuova stazione di Avranches.

## Movimenti
La stazione è servita dai treni regionali TER Normandie.